# Книжный кружок
«Книжный кружок» — русское поэтическое общество, основанное в Белграде в 1926 году и действовавшее до середины 1930-х годов.

## История
Литературный клуб был создан 6 января 1926 года в Белграде и некоторое время назывался Книжным кружком имени М. Ю. Лермонтова. В его деятельности участвовали И. Кондратович, Вс. Григорович, Е. М. Кискевич, А. Костюк, Л. Кремлев, Г. Наленч (Сахновский), Е. Л. Таубер, Д. С. Сидоров, Ю. Л. Сопоцько, Л. И. Машковский. В состав объединения входили как начинающие, так и известные авторы, в частности, бывшие поэты кружка «Гамаюн».
Пост председателя поочерёдно занимали Кискевич, Наленч и К. Р. Кочаровский, сотрудник белградской Народной библиотеки.
Собрания кружка устраивались в Народном университете Белграда, здании Академии наук, а также в Христианском союзе студенческой молодежи. На заседаниях могли присутствовать и сербские литераторы, работы которых читала Таубер в своих переводах.
В 1927 году «Книжный кружок» выпустил в Белграде поэтический сборник «Зодчий» (под редакцией Кискевича) со стихотворениями всех участников объединения и предисловием, представлявшим собой программу, в которой провозглашались необходимость соответствия поэзии «героическим ритмам эпохи» и стремления к освобождению искусства «от формализма, тенденциозности и эстетизма». Для Костюка, Машковского, Кондратовича, Кремлева публикация в этом стихотворном издании стала единственной. На выход сборника обратил внимание В. Сирин (В. В. Набоков), оставивший о нём рецензию в газете «Руль» от 23 ноября 1927 года.
Со временем самыми заметными участниками клуба стали Таубер и Кискевич.
Разногласие в политических вопросах приводило членов кружка к регулярным конфликтам. В середине 1930-х годов объединение прекратило свою деятельность.